# Toxoproctis signiplaga
Toxoproctis signiplaga är en fjärilsart som beskrevs av Walker 1862. Toxoproctis signiplaga ingår i släktet Toxoproctis och familjen tofsspinnare. Inga underarter finns listade i Catalogue of Life.